# Taraxacum
Taraxacum es un género de plantas con flores de la familia Asteraceae conocidas comúnmente como dientes de león, panaderos o ásteres.
Se han descrito unos 3.600 taxones, de los que unos 2300 son especies aceptadas, con 4 taxones infraespecíficos también aceptados, todo el resto se va repartiendo entre unos 500 sinónimos y cerca de 550 sin resolver.

## Etimología
El vocablo Taraxacum es una palabra en Latín derivada del persa tharakhchakon o talj chakuk (تلخ چکوک), que significa "hierba amarga" y que designa un cierto tipo de achicoria. No fue hasta el año 1000 que el vocablo pasó al latín medieval a través del médico persa Avicena.
También se le atribuye la etimología griega taraxos, mal, enfermedad, y akon, remedio, en alusión a su propiedades medicinales.

## Características generales
Son plantas herbáceas bienales o perennes nativas de las zonas templadas del Hemisferio Norte aunque actualmente se encuentran difundidas y son comunes en las zonas templadas de prácticamente el mundo entero, excepto África tropical. En algunos lugares se la considera una maleza y, por otro parte, a ciertas especies se les da uso alimenticio o medicinal.

## Descripción
Hierbas perennes escaposas, con látex. Hojas numerosas, pecioladas; lámina de ovada a ovado-lanceolada o espatulado-lanceolada, de dentada a pinnatisecta, con los lóbulos generalmente dentados —otras veces los lóbulos se encuentran divididos (hojas disectas o lóbulos disectos)—, lóbulo terminal linguliforme, triangular, sagitado, hastado o trilobulado, acuminado o mucronulado, con la nerviación poco notoria. Capítulo solitario al final del escapo; involucro con 3-4 filas de brácteas, las internas lanceoladas con el borde escarioso, generalmente corniculadas o con una callosidad en el ápice, las externas ovadas, ovado-lanceoladas, lanceoladas o lineares, lisas, corniculadas o callosas, erectas, recurvadas o reflejas, a menudo con un borde escarioso y ciliolado hacia el ápice; receptáculo glabro, areolado. Flores liguladas, de color variable pero generalmente amarillo, blanquecino o rosado pálido,  hermafroditas con el envés verdoso o de rojizo a castaño, con 5 dientes; anteras con la base acuminada; estilo que finaliza en dos estigmas semicilíndricos; abiertas durante el día y cerradas durante la noche. Fruto en aquenio con vilano pedicelado; el cuerpo del aquenio es de cilíndrico a fusiforme u obcónico, sulcado longitudinalmente, liso o muricado, con
tubérculos, escuámulas o espículas hacia el ápice, y se atenúa en un apéndice cónico o cilíndrico (cono), a veces con espículas, que rodea al pedicelo liso del
vilano (pico o rostro); vilano formado por numerosas setas blancas, de color marfil,
amarillo o verde en la base, lisas o escábridas.
Etimología
Taraxacum: nombre genérico latínizado que procede del árabe tharakhchakon, aplicado a las plantas de este género.

## Clasificación taxonómica

### Taraxacumsect.CelticaA.J.Richards
- Ejemplos: Taraxacum duplidentifrons, Taraxacum gelertii

### Taraxacumsect.Erythrosperma(H.Lindb.) Dahlst.
- Ejemplos:Taraxacum brachyglossum, Taraxacum disseminatum, Taraxacum divulsum, Taraxacum erythrospermum, Taraxacum lacistophylloides, Taraxacum lacistophyllum, Taraxacum magnolevigatum, Taraxacum parvilobum, Taraxacum proximum, Taraxacum rubicundum, Taraxacum scanicum, Taraxacum silesiacum, Taraxacum tanyolobum, Taraxacum tenuilobum, Taraxacum tortilobum

### Taraxacumsect.HamataH.Øllg.
- Ejemplo: Taraxacum hamatiforme

### Taraxacumsect.Mongolica(Dahlst.)R.Doll
- Ejemplo:Taraxacum albidum

### Taraxacumsect.PalustriaDahlst.
- Ejemplos: Taraxacum palustre, Taraxacum anserinum, Taraxacum balticiforme, Taraxacum bavaricum, Taraxacum heleonastes, Taraxacum hollandicum, Taraxacum madidum, Taraxacum multilepis, Taraxacum turfosu

### Taraxacumsect.RuderaliaKirschner, H.Øllg. &Štěpánek
- Ejemplos: Taraxacum officinale, Taraxacum acervatulum, Taraxacum acrophorum, Taraxacum adiantifrons, Taraxacum aequilobum, Taraxacum aganophytum, Taraxacum alatum, Taraxacum amplum, Taraxacum ancistrolobum, Taraxacum baeckiiforme, Taraxacum borgvallii, Taraxacum brevisectoides, Taraxacum caloschistoides,  Taraxacum canoviride, Taraxacum concinnum, Taraxacum demotes, Taraxacum ekmanii, Taraxacum exsertiforme, Taraxacum fasciatum, Taraxacum guttigestans, Taraxacum haematicum, Taraxacum hepaticum, Taraxacum lacinulatum, Taraxacum longisquameum, Taraxacum mimulum, Taraxacum oblongatum, Taraxacum oinopolepis, Taraxacum oxyrhinum, Taraxacum pallescentiforme, Taraxacum paradoxachrum, Taraxacum paucijugum, Taraxacum pectinatiforme, Taraxacum perfissum, Taraxacum plicatiangulatum, Taraxacum porrigens, Taraxacum procerum, Taraxacum pulchrifolium, Taraxacum quadrangulum, Taraxacum sahlinii, Taraxacum selenoides, Taraxacum severum, Taraxacum sphenolobum, Taraxacum subcanescens, Taraxacum subgentiliforme[6]

## Especies
Lista completa de todos los taxones descritos, los aceptados, los sinónimos y los que quedan taxonómicamente sin resolver en "The Plant List" .
Véase también Anexo: Especies de Taraxacum
Lista de las especies descritas en esta Wiki
- Taraxacum albidum
- Taraxacum bitchuense
- Taraxacum balearicum
- Taraxacum californicum
- Taraxacum dens leonis
- Taraxacum erythrospermum
- Taraxacum gaditanum
- Taraxacum japonicum
- Taraxacum kok-saghyz, diente de león ruso, produce caucho[10][11]
- Taraxacum kansaiense
- Taraxacum laevigatum
- Taraxacum liukiuense
- Taraxacum officinale
- Taraxacum retroflexum
- Taraxacum scanicum

Especies presentes en España
- Taraxacum acutangulum Markl.
- Taraxacum amphilobum M.P.Chr.
- Taraxacum andorriense Sahlin
- Taraxacum aragonicum Sahlin
- Taraxacum ayllonense A.Galán & Vicente Orell
- Taraxacum balearicum Soest
- Taraxacum besarabicum (Hornem.) Hand.-Mazz.
- Taraxacum canariense Soest
- Taraxacum cantabricum A. Galán & Vicente Orell
- Taraxacum ciliare Soest
- Taraxacum columnare Pau
- Taraxacum cordatum Palmgr.
- Taraxacum decastroi A.Galán & Vicente Orell
- Taraxacum dentilobum Soest
- Taraxacum drucei Dahlst.
- Taraxacum duriense Soest
- Taraxacum ekmanii Dahlst.
- Taraxacum elegantius Kirschner, H.Ollg. & Stepánek
- Taraxacum estrelense A. Galán & Vicente Orell
- Taraxacum fontanum Hand.-Mazz.
- Taraxacum gasparrinii Lojac.
- Taraxacum glandiforme Sonck
- Taraxacum hispanicum H.Lindb.
- Taraxacum iberanthum Sahlin
- Taraxacum infidulum G.E.Haglund & Saarsoo
- Taraxacum infradentatum Sonck.
- Taraxacum lacianense A. Galán & Vicente Orell
- Taraxacum lacistrum Sahlin
- Taraxacum laticordatum Markl.
- Taraxacum leucopodum G.E.Haglund
- Taraxacum lidianum Soest
- Taraxacum litophyllum De Langhe & Soest
- Taraxacum maculosum A.J.Richards
- Taraxacum maderense Sahlin & Soest
- Taraxacum malato-belizii Soest
- Taraxacum marginellum H.Lindb.
- Taraxacum marklundii Palmgr.
- Taraxacum megalorhizon (Forssk.) Hand.-Mazz.
- Taraxacum mimuloides H. Lindb.
- Taraxacum navacerradense A.J.Richards
- Taraxacum nevadense H. Lindb.
- Taraxacum nietoi A.J. Richards
- Taraxacum nordstedtii Dahlst.
- Taraxacum obovatum (Willd.) DC.
- Taraxacum oxyrhinum Sahlin
- Taraxacum palustre (Lyons) Symons
- Taraxacum panalpinum Soest.
- Taraxacum pannulatum Dahlst.
- Taraxacum penyalarense A. Galán, E.Linares & Vicente Orell
- Taraxacum piceatum Dahlst.
- Taraxacum pinto-silvae Soest
- Taraxacum plagiolobum Sahlin
- Taraxacum polyodon Dahlst.
- Taraxacum praesigne Sahlin
- Taraxacum pulchrifolium Markl.
- Taraxacum pyrenaicum Reut.
- Taraxacum pyropappum Boiss. & Reut.
- Taraxacum rubicundum (Dahlst.) Dahlst.
- Taraxacum schroeterianum Hand.-Mazz.
- Taraxacum sundbergii Dahlst.
- Taraxacum tarraconense Sennen
- Taraxacum teres Sonck
- Taraxacum triforme Soest
- Taraxacum vinosum Soest[12]

## Galería de imágenes

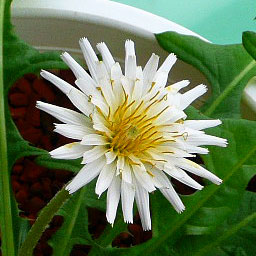
T. albidum
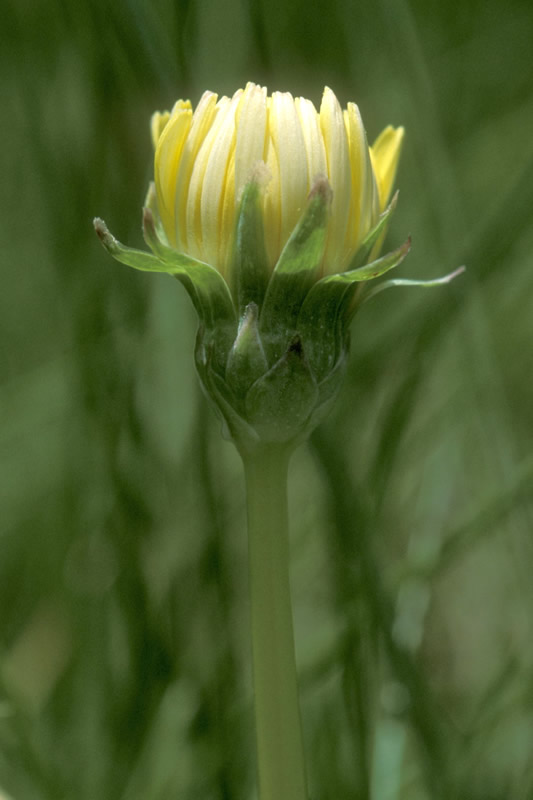
T. californicum
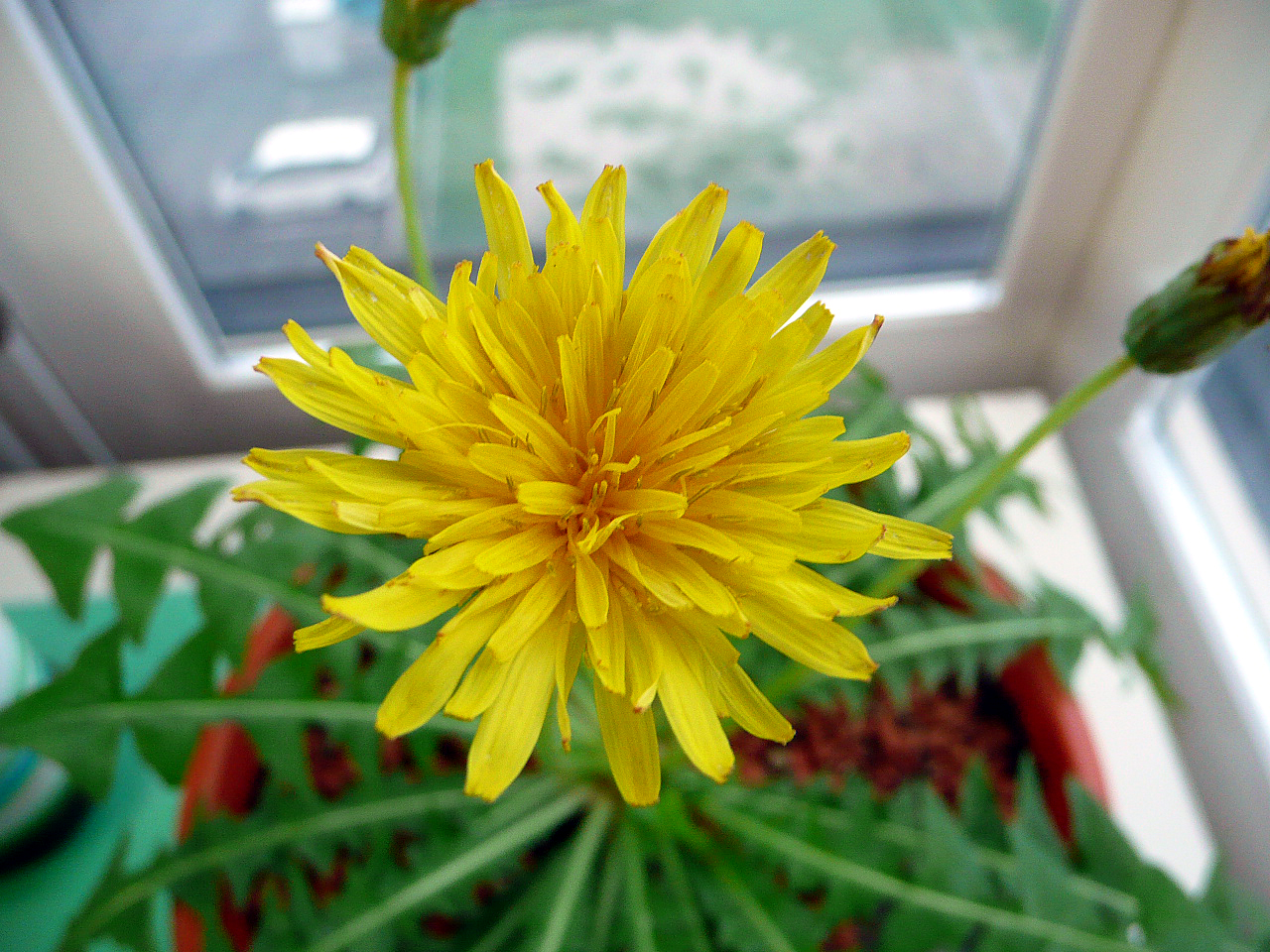
T. japonicum
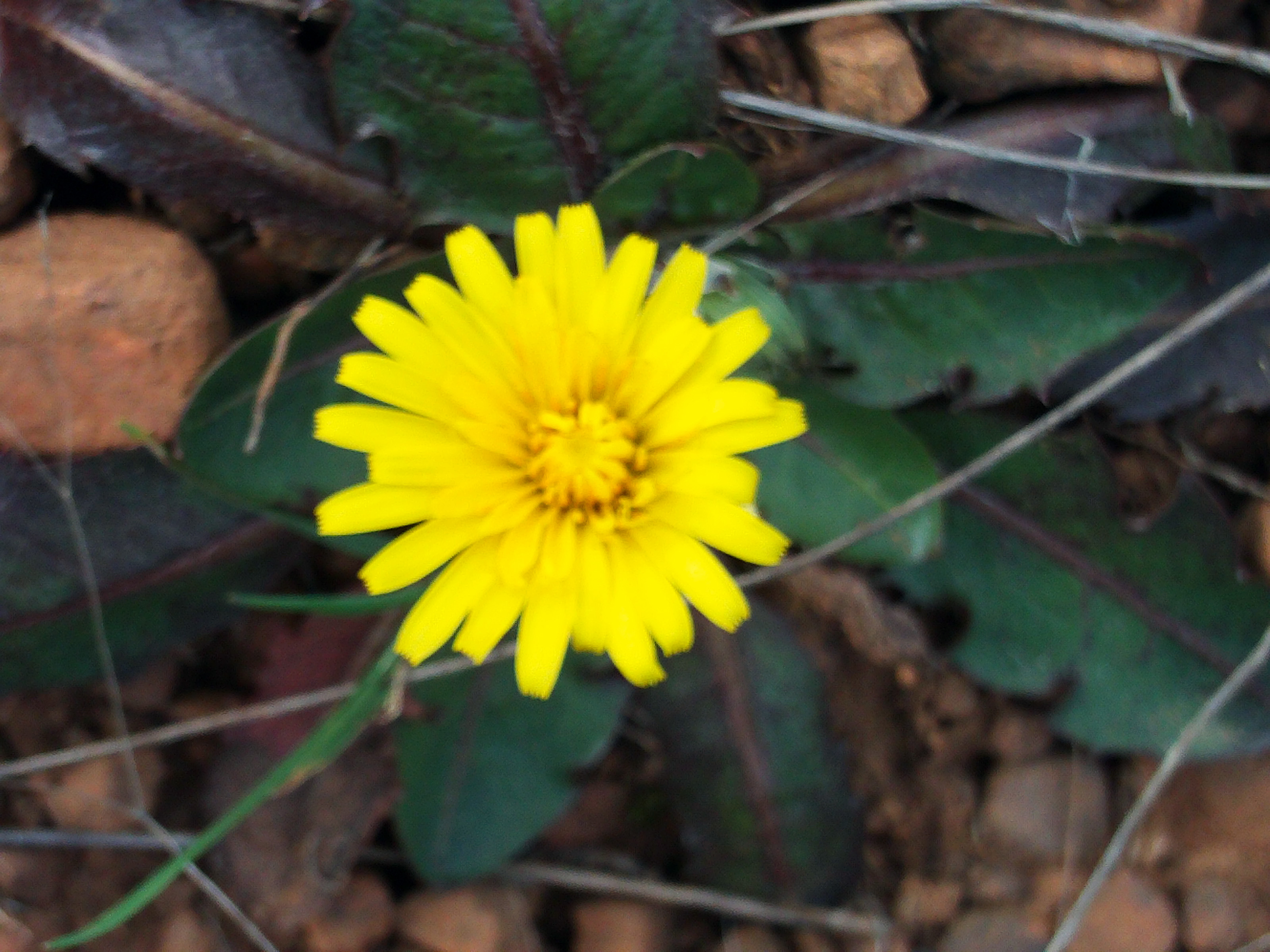
T. laevigatum
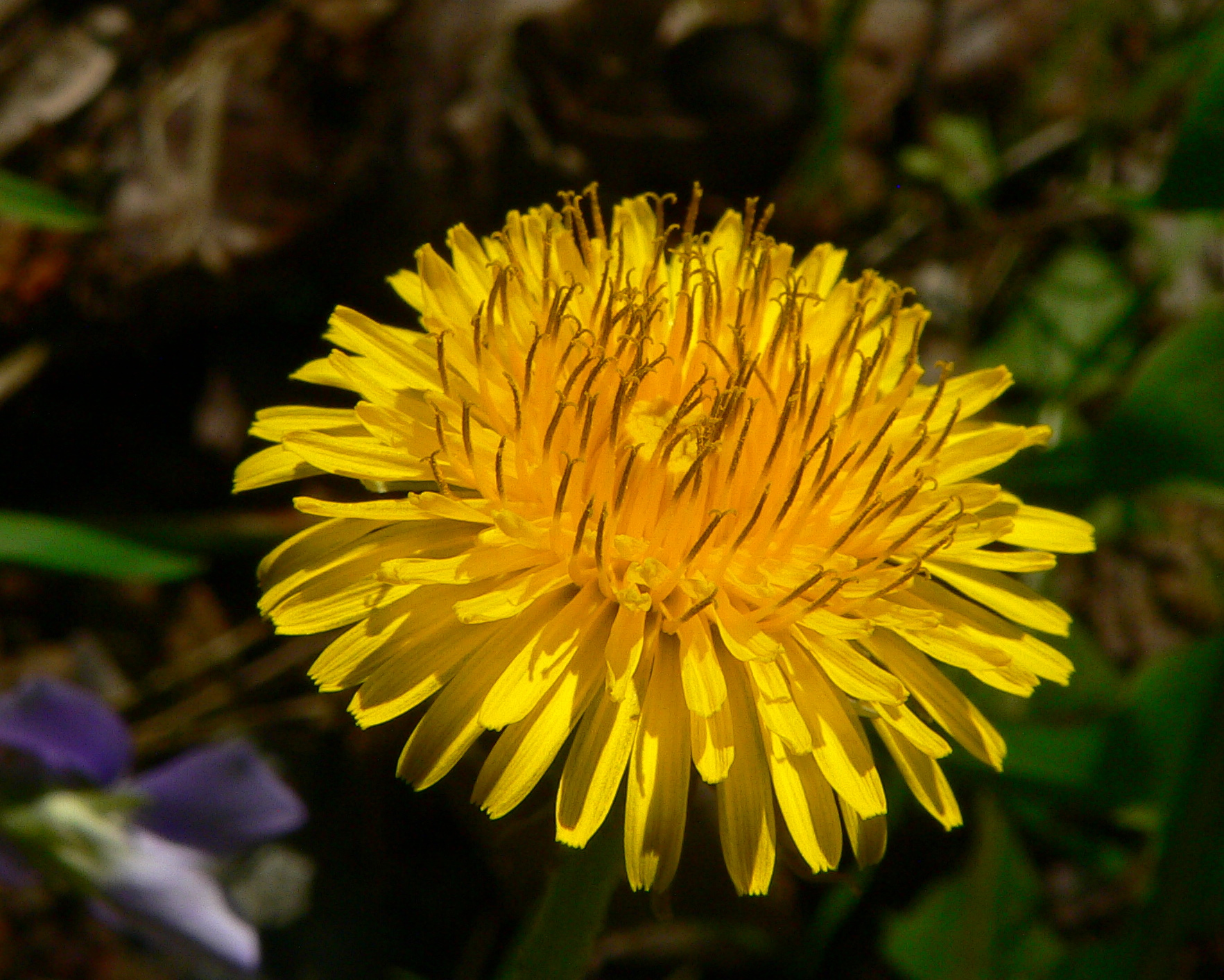
T. officinale
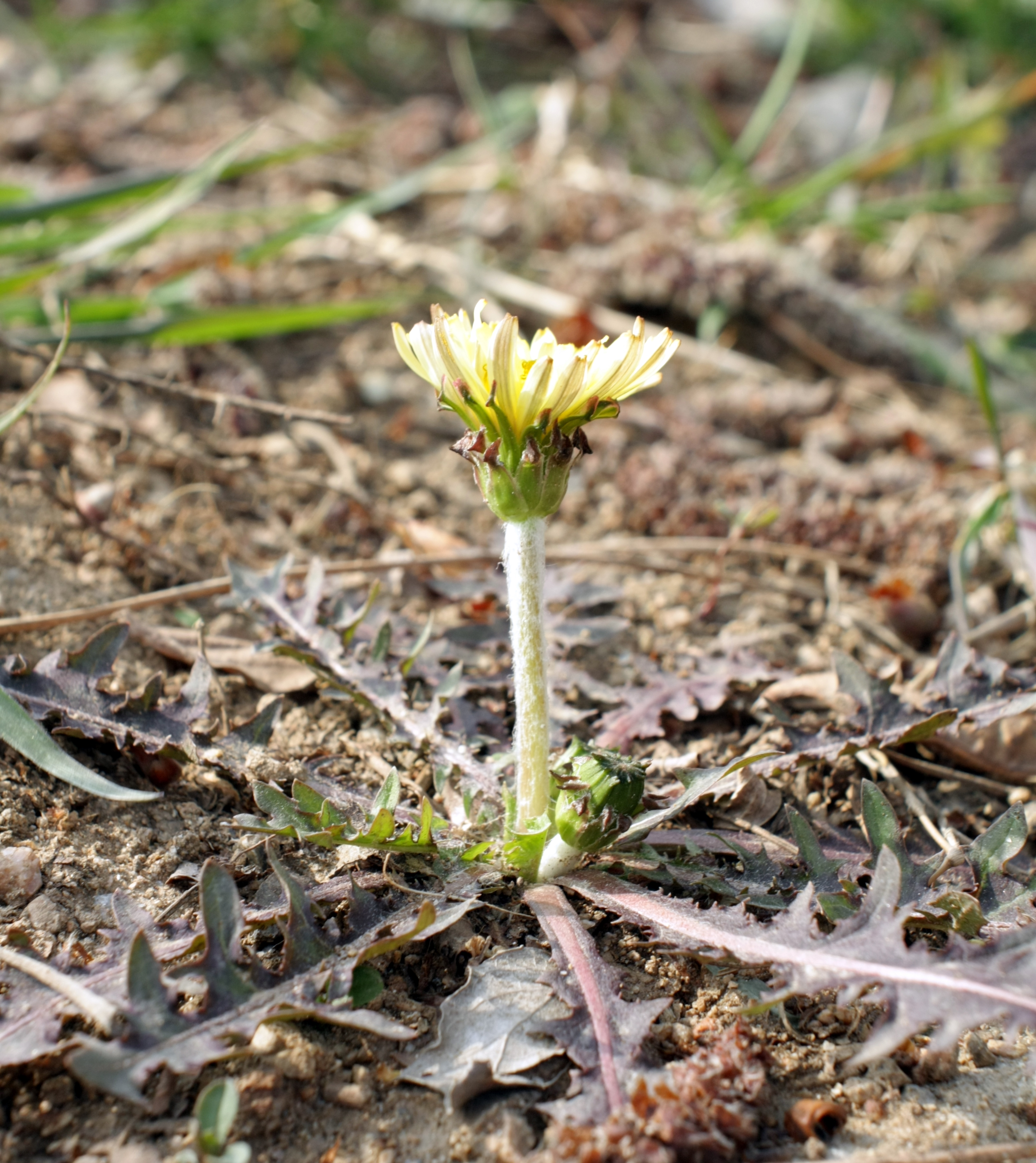
T. platycarpum

### Comestibilidad

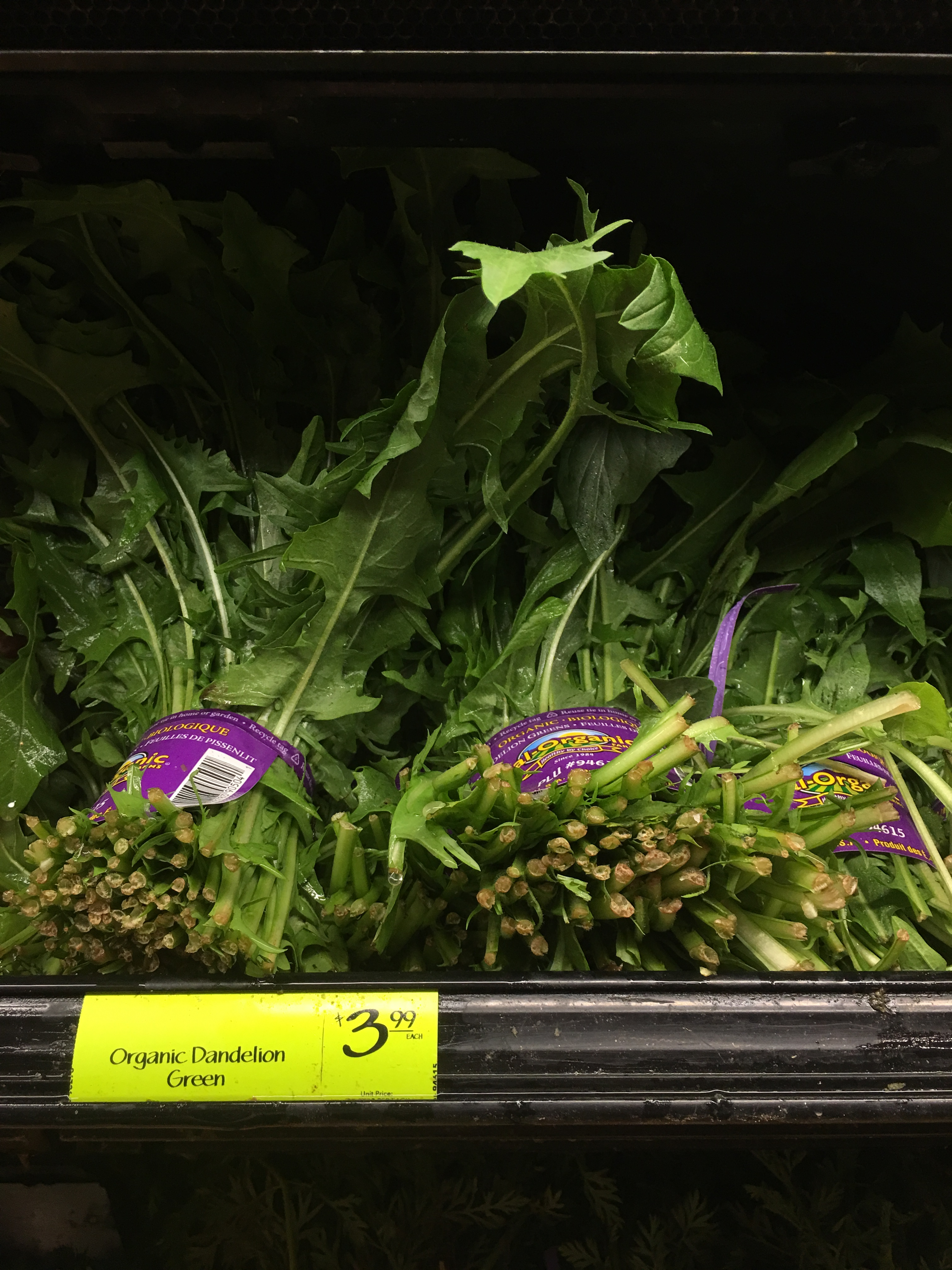
Ramilletes de diente de león ecológico a la venta.

Toda la planta, incluidas las hojas, los tallos, las flores y las raíces, es comestible y nutritiva, con nutrientes como vitaminas A y K, así como calcio y hierro. Los dientes de león se encuentran en seis continentes y se han recogido para la alimentación desde la prehistoria, pero las variedades cultivadas comercialmente para el consumo son principalmente nativas de Eurasia y América del Norte. Es una planta perenne y sus hojas vuelven a crecer si se deja intacta la raíz primaria. Para que las hojas sean más apetecibles, suelen escaldarse para quitarles el amargor, o saltear de la misma manera que las espinacas. Las hojas de diente de león forman parte de la cocina de Cachemira tradicional, de la cocina española, de la cocina italiana, de la cocina albanesa, de la cocina eslovena, cocina de los judíos sefardíes, cocina china, cocina griega (χόρτα) y cocina coreanas. En Creta, las hojas de una variedad llamada Mari (Μαρί), Mariaki (Μαριάκι), o Koproradiko (Κοπροράδικο) son consumidas por los lugareños, crudas o hervidas, en ensaladas. El T. megalorhizon, una especie endémica de Creta, se consume de la misma manera; sólo se encuentra a gran altura (1000-1600 metros (3280,8-5249,3 pies)) y en lugares de barbecho, y se llama pentaramia (πενταράμια) o agrioradiko (αγριοράδικο).
Los pétalos de la flor, junto con otros ingredientes entre los que suelen figurar cítricos, se utilizan para elaborar vino de diente de león. Sus raíces molidas y tostadas pueden utilizarse como café de diente de león, una alternativa sin cafeína. El diente de león también se utilizaba tradicionalmente para elaborar el refresco tradicional británico diente de león y bardana, y es uno de los ingredientes de la cerveza de raíz. Los dientes de león fueron considerados en su día como manjares por la alta burguesía victoriana británica, que los utilizaba sobre todo en ensaladas y sándwiches.